# Håvard Bentdal Ingvaldsen
Håvard Bentdal Ingvaldsen (* 21. September 2002 in Moelv) ist ein norwegischer Leichtathlet, der sich auf den 400-Meter-Lauf spezialisiert hat.

## Sportliche Laufbahn
Håvard Bentdal Ingvaldsen stammt aus Moelv. In seiner Kindheit spielte er zunächst Fußball, bevor seine Schnelligkeit entdeckt wurde und er zur Leichtathletik wechselte. Seitdem wird er von seiner Mutter Mari Ann Bentdal trainiert, die ehemalige norwegische Meisterin im 800-Meter-Lauf ist. 2019 trat er in ersten Sprintwettkämpfen gegen die nationale Konkurrenz an. 2020 gewann er die Bronzemedaille im 400-Meter-Lauf bei den norwegischen U20-Meisterschaften. 2021 blieb er über 400 Meter erstmals unterhalb von 47 Sekunden. Im Sommer trat er bei den U20-Europameisterschaften in Tallinn an. Dort erreichte er das Finale. In diesem gelang ihm in 46,70 s eine neue Bestzeit und zudem gewann er die Bronzemedaille. Auch mit der 4-mal-400-Meter-Staffel erreichte er das Finale. Dort kam das Quartett allerdings nicht über den achten und damit letzten Platz hinaus. Im September wurde er mit neuer Bestzeit und nationalem U20-Rekord in 45,94 s zum ersten Mal norwegischer Meister im 400-Meter-Lauf. Damit konnte er 2022 bei den Europameisterschaften in München an den Start gehen. Während der Hallensaison wurde er norwegischer Vizemeister im 400-Meter-Lauf. Anfang März konnte er in Belgrad bei den Hallenweltmeisterschaften an den Start gehen. Er belegte in seinem Vorlauf den vierten Platz und schied damit aus. Während der Freiluftsaison 2022 warfen ihn immer wieder Verletzungen zurück. Dennoch trat er im August bei den Europameisterschaften an. In seinem Vorlauf belegte er den vierten Platz, wodurch er den Einzug in das Halbfinale verpasste. Nach den Europameisterschaften gelang ihm schließlich wieder ein Lauf unter 46 Sekunden.
2023 trat Ingvalsen Mitte Juni bei den Bislett Games in Oslo an. Dort belegte er über 400 Meter den vierten Platz. Zudem verbesserte er sich um mehr als eine Sekunde und übertraf mit 44,86 s den bisherigen Nationalrekord von Karsten Warholm, der eines seiner sportlichen Vorbilder ist. Damit erfüllte er auch die Qualifikationsnorm für die Weltmeisterschaften im August in Budapest. Einen Monat danach ging er in Espoo bei den U23-Europameisterschaften an den Start. Im Finale setzte er sich in 45,13 s gegen die Konkurrenz durch und gewann den Europameistertitel. Damit war er auch für die Weltmeisterschaften im August in Budapest qualifiziert. Dort konnte er bis in das Finale vordringen, wobei er im Vorlauf mit 44,39 s eine neue Bestzeit lief. Im Finale kam er auf den sechsten Platz. 2024 trat er in Paris zum ersten Mal bei Olympischen Sommerspielen an. Mit Platz 3 in seinem Vorlauf sicherte er sich den Einzug in das Halbfinale. Darin schied er schließlich als Siebter seines Laufes aus.
2021 und 2024 wurde Ingvaldsen norwegischer Meister im 400-Meter-Lauf. 2023 gewann er im 200-Meter-Lauf.

## Wichtige Wettbewerbe
| Jahr                 | Veranstaltung             | Ort                  | Platz                | Disziplin            | Zeit                 |
| Startet für Norwegen | Startet für Norwegen      | Startet für Norwegen | Startet für Norwegen | Startet für Norwegen | Startet für Norwegen |
| -------------------- | ------------------------- | -------------------- | -------------------- | -------------------- | -------------------- |
| 2021                 | U20-Europameisterschaften | Tallinn              | 3.                   | 400 m                | 46,70 s              |
| 2021                 | U20-Europameisterschaften | Tallinn              | 8.                   | 4 × 400 m            | 3:14,39 min          |
| 2022                 | Hallenweltmeisterschaften | Belgrad              | 16.                  | 400 m                | 46,95 s              |
| 2022                 | Europameisterschaften     | München              | 17.                  | 400 m                | 46,18 s              |
| 2023                 | U23-Europameisterschaften | Espoo                | 1.                   | 400 m                | 45,13 s              |
| 2023                 | Weltmeisterschaften       | Budapest             | 6.                   | 400 m                | 45,08 s              |
| 2024                 | Olympische Sommerspiele   | Paris                | 22.                  | 400 m                | 45,60 s              |

## Persönliche Bestleistungen
Freiluft
- 200 m: 20,64 s, 25. August 2024, Lillehammer
- 400 m: 44,39 s, 20. August 2023, Budapest, (norwegischer Rekord)

Halle
- 400 m: 45,70 s, 11. Februar 2024, Bærum